# Colonial Hockey League 1992/93
Die Saison 1992/93 war die zweite reguläre Saison der Colonial Hockey League. Die sieben Teams absolvierten in der regulären Saison je 60 Begegnungen. Das punktbeste Team der regulären Saison waren die Brantford Smoke, die in den Play-offs zum ersten Mal den Colonial Cup gewannen.

## Teamänderungen
Folgende Änderungen wurden vor Beginn der Saison vorgenommen:
- Die Chatham Wheels wurden als Expansionsteam in die Liga aufgenommen.
- Die Muskegon Fury wurden als Expansionsteam in die Liga aufgenommen.
- Die Michigan Falcons änderten ihren Namen in Detroit Falcons.

## Reguläre Saison

### Abschlusstabelle
Abkürzungen: GP = Spiele, W = Siege, L = Niederlagen, T = Unentschieden, OTL = Niederlage nach Overtime, GF = Erzielte Tore, GA = Gegentore, Pts = Punkte
|                           | GP | W  | L  | T | GF  | GA  | Pts |
| ------------------------- | -- | -- | -- | - | --- | --- | --- |
| Brantford Smoke           | 60 | 39 | 18 | 3 | 308 | 264 | 81  |
| Detroit Falcons           | 60 | 36 | 20 | 4 | 303 | 239 | 76  |
| Thunder Bay Thunder Hawks | 60 | 32 | 24 | 4 | 288 | 271 | 68  |
| Muskegon Fury             | 60 | 28 | 27 | 5 | 293 | 278 | 61  |
| St. Thomas Wildcats       | 60 | 27 | 27 | 6 | 306 | 322 | 60  |
| Flint Bulldogs            | 60 | 27 | 29 | 4 | 256 | 296 | 58  |
| Chatham Wheels            | 60 | 21 | 35 | 4 | 260 | 344 | 46  |

## Colonial-Cup-Playoffs

### Erste Runde
- Brantford Smoke – Flint Bulldogs 4:2 Siege
- St. Thomas Wildcats – Detroit Falcons 4:2 Siege
- Thunder Bay Thunder Hawks – Muskegon Fury 4:3 Siege

### Zweite Runde
Die Brantford Smoke, St. Thomas Wildcats und Thunder Bay Thunder Hawks spielten jeweils in Hin- und Rückspiel gegeneinander. Dabei setzten sich die beiden Erstgenannten durch und zogen in das Colonial-Cup-Finale ein.

### Finale
- Brantford Smoke – St. Thomas Wildcats 4:1 Siege

## Vergebene Trophäen

### Mannschaftstrophäen
| Auszeichnung                               | Team            |
| ------------------------------------------ | --------------- |
| Colonial Cup Gewinner der Playoffs         | Brantford Smoke |
| Tarry Cup Bestes Team der regulären Saison | Brantford Smoke |